# Pesca Melba
La pesca Melba (in inglese Peach Melba, in francese pêche Melba) è un dolce (secondo alcune fonti statunitensi definibile anche come sundae) inventato a Londra dallo chef francese Georges Auguste Escoffier in onore della leggendaria cantante d'opera australiana Nellie Melba, da lui molto ammirata.

## Storia
La data di creazione varia a seconda delle fonti. Tutte concordano sul fatto che il piatto fu creato in onore della cantante lirica australiana Nellie Melba (il cui vero nome era Helen Porter Mitchell), che si era esibita più volte a Covent Garden fra gli anni novanta dell'Ottocento e l'inizio del Novecento. Escoffier aveva avuto certamente l'occasione di servirla in uno dei ristoranti presso cui lavorava e ne conosceva quindi la predilezione per pesche e lamponi, come pure per il gelato di vaniglia.
Alcune fonti riportano che il piatto fu servito la prima volta nel 1892-1893, altre invece che lo stesso Escoffier pensò a questo dessert mentre lavorava a Parigi nel 1905 al Ritz, ma che lo servì per la prima volta al Carlton Hotel aperto a Londra nel luglio del 1906 o sempre nel 1905 al Savoy di Londra. Tuttavia già nella novella La casa della gioia edita nel 1905 da Edith Wharton si fa chiaramente menzione del dessert, citato col nome francese.

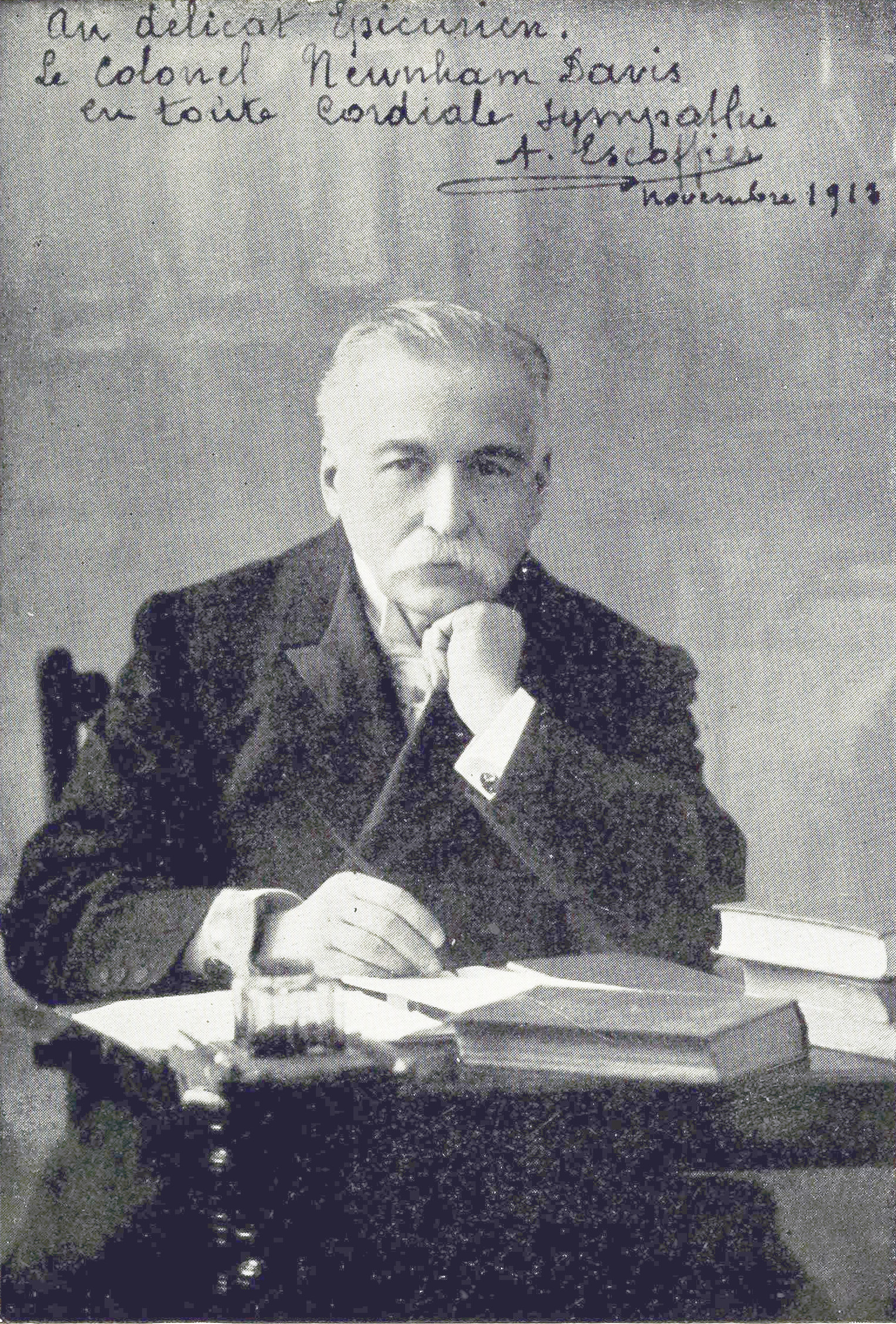
Auguste Escoffier

La confusione deriva forse dal fatto che il primo dolce servito a Nellie era più un'opera d'arte che non la versione più semplice nota oggigiorno, quindi è possibile che ci si riferisca ora all'aneddoto, ora all'introduzione del dolce come lo conosciamo oggi.
Secondo la tradizione, Escoffier aveva particolarmente apprezzato Nellie in una sua interpretazione del Lohengrin di Wagner e per omaggiarla le fece trovare il giorno dopo a cena il dolce inventato in suo onore:
L'effetto prodotto fu sorprendente e la signora Melba si mostrò estremamente colpita dalla mia attenzione. La grande artista, che di recente mi è capitato di rivedere all’Hôtel Ritz di Parigi, mi ha ricordato la serata delle famose "pesche al cigno".»
(Auguste Escoffier, Ricordi inediti, Slow Food Editore)
Successo e risonanza furono grandissimi, e il dolce divenne ben presto molto popolare e imitato, anche liberamente.
Originariamente chiamato "pesche al cigno", secondo alcune fonti solo all'inaugurazione successiva dell'Hotel Carlton fu ribattezzato definitivamente "pesca Melba".

## Preparazione
Gli ingredienti sono solo pesche tenere e mature (possibilmente fresche, altrimenti sciroppate), purea zuccherata di lamponi (o altri frutti di bosco) e gelato alla vaniglia. Le pesche si fanno macerare in casseruola nello sciroppo di zucchero; una volta lasciate raffreddare nello sciroppo, si pelano e si dividono in due parti, privandole del nocciolo (se non è già stato fatto). Infine vengono adagiate in una coppetta su un letto di gelato alla vaniglia in modo che la parte tagliata della pesca sia rivolta verso il gelato. A questo punto vengono ricoperte con la purea setacciata di lamponi (o una confettura, se non si hanno frutti di bosco freschi). Si può decorare il dessert con panna montata, con mandorle fresche in scaglie (o tostate in forno con zucchero semolato) oppure con un poco di zucchero filato (caramello).

## Ricette correlate
Talvolta melba indica anche la purea di lamponi e gelatina di Ribes rubrum, che si trova anche in un'altra ricetta, il melba toast, anche se non è chiaro se queste ricette sono da attribuirsi a Escoffier.